# Friedenweiler
Friedenweiler è un comune tedesco di 2 170 abitanti, situato nel land del Baden-Württemberg.